# Dion DiMucci
Pour les articles homonymes, voir Dion.
Dion Francis DiMucci, plus connu sous le mononyme Dion, est un chanteur américain de rock 'n' roll et de rhythm and blues, né le 18 juillet 1939 à New York.
Un des plus populaires chanteurs de rock américain avant la British Invasion, Dion a eu une douzaine de chansons dans le top 40 à la fin des années 1950 et au début des années 1960. Il a débuté comme chanteur du groupe Dion and the Belmonts, entre 1957 et 1960, avant de se lancer dans une carrière solo.
Ses succès les plus connus sont Runaround Sue (no 1), The Wanderer (no 2), tous deux en 1961, Ruby Baby (no 4) en 1963, Abraham, Martin and John (no 4) en 1968.

## Discographie
- 1959 : Presenting Dion & The Belmonts
- 1960 : Wish Upon a Star With Dion & The Belmonts
- 1961 :
  - Alone With Dion
  - Runaround Sue
  - Wanderer
- 1962 :
  - Lovers Who Wander
  - Love Came to Me
- 1963 :
  - Ruby Baby
  - Dion Sings to Sandy (and all his other gals)
  - Donna the Prima Donna
- 1967 : Dion & The Belmonts - Together Again
- 1968 : Dion
- 1969 : Wonder Where I'm Bound
- 1970 : Sit Down Old Friend
- 1971 :
  - You're Not Alone
  - Sanctuary
- 1972 : Suite For Late Summer
- 1973 : Dion & The Belmonts - Reunion, Live at Madison Square Garden
- 1975 : Born to Be With You
- 1976 : Streetheart
- 1978 : Return of the Wanderer
- 1980 : Inside Job
- 1981 : Only Jesus
- 1983 : I Put Away My Idols
- 1984 : Seasons (best of gospel with one new track)
- 1985 : Kingdom in the Streets
- 1986 : Velvet & Steel
- 1989 : Yo Frankie
- 1990 : Fire in the Night (enregistré en 1979)
- 1992 : Dream on Fire
- 1993 : Rock 'n' Roll Christmas
- 2000 : Déjà Nu
- 2001 : Dion 'n' Little Kings Live in New York (enregistré en 1996)
- 2003 : New Masters
- 2005 : Live New York City
- 2006 : Bronx in Blue
- 2007 : Son of Skip James
- 2008 : Heroes: Giants of Early Guitar Rock
- 2012 : Tank Full of Blues
- 2016 : New York Is My Home
- 2020 : Blues With Friends
- 2021 : Stomping Ground